# Acoplamiento inductivo resonante

Diagram of the most basic resonant inductive coupling wireless power transfer system.

Se denomina acoplamiento inductivo resonante a la  transmisión de energía eléctrica inalámbrica cercana entre dos bobinas acopladas magnéticamente que forman parte de circuitos resonantes diseñados para  resonar en la misma frecuencia.  Este proceso se desarrolla en un transformador resonante, un componente eléctrico que consiste de dos bobinas de alto Q enrolladas en el mismo núcleo con condensadores (también conocidos como capacitores) conectados entre las espiras para acoplar los dos circuitos LC. Los transformadores resonantes son muy utilizados en circuitos de radio como filtros pasabandas, y en contactores para suministro de potencia eléctrica. El acoplamiento de inductivo resonante también es utilizado en sistemas de potencia inalámbrica. En este caso los dos circuitos LCs se encuentran en dispositivos diferentes; una bobina transmisora en un dispositivo trasmite potencia a través de un espacio a una bobina resonante receptora ubicada en otro dispositivo. Esta tecnología está siendo desarrollada para proveer potencia y cargar dispositivos portátiles tales como teléfonos celulares y computadoras tipo tabletas a distancia, sin necesidad de enchufarlos a la red eléctrica.
La transferencia resonante funciona haciendo que en una bobina se establezca una corriente oscilante. Lo cual genera un campo magnético oscilante. Debido a que la bobina es muy resonante, la energía almacenada en la bobina se disipa de manera relativamente lenta a lo largo de muchos ciclos; pero si la segunda bobina es colocada en proximidad, la bobina puede absorber gran parte de la energía antes de que la misma se pierda, aun si se encuentra a cierta distancia. Los campos utilizados son predominantemente no-radiativos, campos cercanos, ya que todo los implementos son mantenidos a menos de una distancia de 1/4 de la longitud de onda los mismos irradian poca energía desde el transmisor hacia el infinito.
Uno de los usos del transformador resonante es en el inversor CCFL. Otro uso del transformador resonante es para acoplar entre estados de un receptor superheterodino, donde la selectividad del receptor se consigue ajustando los transformadores en la frecuencia intermedia de los amplificadores.  La bobina de Tesla es un circuito de transformador resonante utilizado para generar voltajes muy grandes, y puede proveer corrientes mucho más intensas que las máquinas electrostáticas de alto voltaje tal como el generador de Van de Graaff.  La transferencia de energía resonante es el principio operativo que utilizan los sistemas de transferencia de energía inalámbricos de corto alcance (hasta 2 m) tales como WiTricity o Rezence y sistemas que ya han sido puestos en uso, tales como transferencia de potencia Qi, etiquetas RFID pasivas y tarjetas inteligentes sin contactos.

## Acoplamiento resonante

Circuitos transmisor y receptor básicos, Rs y Rr son las resistencias y pérdidas en los condensadores e inductancias asociadas. Ls y Lr se encuentran acopladas por un coeficiente de acoplamiento pequeño, k, por lo general menor a 0.2

Los inductores acoplados no-resonantes, como un transformador típico, funcionan sobre la base de una bobina primaria que genera un campo magnético y una bobina secundaria que abarca tanto como sea posible de dicho campo de forma tal que la potencia que pasa por la secundaria es muy similar a la que pasa por la primaria. Este requisito de que el campo sea abarcado en gran medida por la bobina secundaria implica que el método funcione en distancias muy cortas, y por lo general, precisa de un núcleo magnético. A distancias mayores el método de inducción no resonante es muy ineficiente y desperdicia gran parte de la energía en pérdidas resistivas de la bobina primaria.
El uso de resonancia permite aumentar mucho la eficiencia. Si se utiliza acoplamiento resonante, cada bobina es provista de un condensador para formar un circuito LC. Si las bobinas primaria y secundaria resuenan a una misma frecuencia, entonces es posible transmitir una cantidad significativa entre las bobinas a distancias equivalentes a unas pocos diámetros de la bobina con una eficiencia razonable.

### Coeficiente de acoplamiento

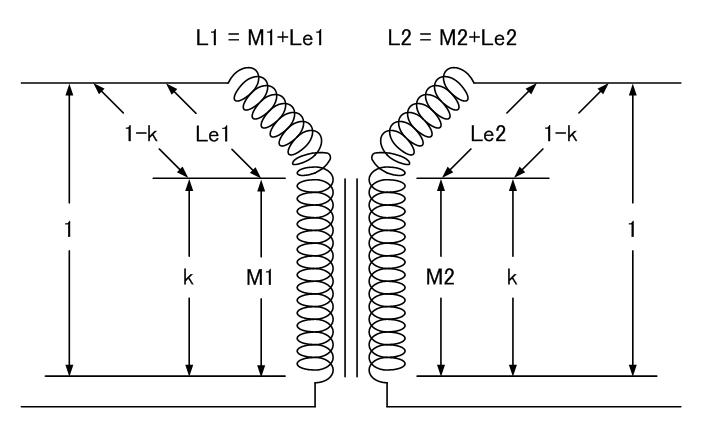
k es el coeficiente de acoplamiento, Le1 y Le2 son las inductancias de fuga.

El coeficiente de acoplamiento es la fracción del flujo de la bobina primaria que atraviesa la bobina secundaria, y es función de la geometría del sistema. El coeficiente de acoplamiento, k, varia entre 0 y 1.
Un sistema puede estar muy acoplado, poco acoplado, acoplado en forma crítica o sobreacoplado. Un acoplamiento fuerte es cuando el coeficiente de acoplamiento es próximo a 1 como ocurre en los transformadores convencionales con núcleo de hierro. El sobreacoplamiento es la situación en que la bobina secundaria se encuentra tan cercana que tiende a colapsar el campo primario, y un acoplamiento crítico ocurre cuando la transferencia del pasabanda es óptima. Un acoplamiento débil ocurre cuando las bobinas se encuentran distanciadas entre sí, por lo que solo una pequeña proporción del flujo es abarcado por la bobina secundaria, en las bobinas Tesla se usa un k de 0.2, y a distancias mayores, por ejemplo para una transmisión inalámbrica inductiva de potencia, puede ser inferior a 0.01.

### Transferencia de energía y eficiencia
El principio general es que si una cantidad de energía (por ejemplo un pulso o una serie de pulsos) es depositada en una bobina primaria la cual se encuentra cargada con un condensador, se establecerá un campo magnético oscilante. La energía se transfiere en un sentido y el otro entre el campo magnético en el inductor y el campo eléctrico en el condensador con la frecuencia de resonancia. Esta oscilación se extinguirá a un ritmo determinado por el ancho de banda de ganancia (Factor de calidad), principalmente a causa de las pérdidas resistivas y por radiación. Sin embargo, siempre que la bobina secundaria abarque una cantidad suficiente de campo para absorber más energía que la que pierde en cada ciclo de la bobina primaria, entonces un es posible transferir la mayoría de la energía.
La bobina primaria forma una serie de circuitos RLC, y el factor Q de la bobina resulta ser:
{\displaystyle Q={\frac {1}{R}}{\sqrt {\frac {L}{C}}}\,},
Por ejemplo si R=10 ohm,C=1 micro farad y L=10 mH, el valor de Q resultante es 10.
Debido a que el factor Q puede ser muy grande, (experimentalmente se ha podido obtener valores de Q de mil utilizando bobinas con núcleo de aire) solo es suficiente que un pequeño porcentaje del campo se acople entre bobinas para alcanzar una eficiencia elevada, lo que sucede aun con una distancia entre las bobinas primaria y secundaria de varios diámetros por más que la intensidad del campo disminuye rápidamente a medida que nos alejamos de la bobina.
La figura de mérito de la eficiencia es:
{\displaystyle U=k{\sqrt {Q_{1}Q_{2}}}}
Donde Q1 y Q2 son los factores Q de las bobinas fuente y receptora respectivamente.
Y la máxima eficiencia conseguible es:
{\displaystyle \eta _{opt}={\frac {U^{2}}{(1+{\sqrt {1+U^{2}}})^{2}}}}

### Transferencia de potencia
Debido a que Q puede ser muy elevado, aun cuando es pequeña la potencia alimentada a la bobina emisora, a lo largo de un número de ciclos se desarrolla un campo relativamente intenso, lo cual aumenta la potencia que puede ser recibida en resonancia y la potencia que se encuentra en el campo oscilante supera a aquella con la que se alimenta a la bobina, y la bobina receptora recibe un porcentaje de dicha magnitud.

### Ganancia de voltaje
La ganancia de tensión de bobinas acopladas de manera resonante es directamente proporcional a la raíz cuadrada de la relación entre las inductancias secundaria y primaria.
{\displaystyle A=k{\sqrt {\frac {L_{2}}{L_{1}}}}\,}

### Bobina y circuito del emisor
A diferencia de lo que ocurre en la bobina secundaria de un transformador no resonante de varias capas, las bobinas utilizadas como emisoras para acoplamiento inductivo resonante a menudo están conformadas por una sola capa de solenoides (para minimizar el efecto pelicular y mejorar el Q) en paralelo con un condensador adecuado, o puede haber de otras formas tales como una alambre litz enrollado en ondas. O bien carecen de aislación, mediante espaciadores, o se utilizan materiales de baja permitividad, con baja fuga tales como seda para minimizar las pérdidas dieléctricas.

Oscilador Colpitts. En la transferencia de energía resonante el inductor será la bobina emisora y los condensadores son utilizados para ajustar el circuito a una frecuencia apropiada.

Para alimentar de forma progresiva energía/potencia a la bobina primaria en cada ciclo, se pueden utilizar circuitos diferentes. Un tipo de circuito utiliza un oscilador Colpitts.
En las bobinas Tesla se utiliza un sistema de permutación intermitente, un "controlador de circuito" o "freno," para inyectar una señal tipo impulso en la bobina primaria; a su vez la bobina secundaria se acopla y decae.

### Bobina y circuito del receptor

El receptor de una tarjeta inteligente posee una bobina conectada a un chip que provee capacitancia para producir resonancia y reguladores para obtener el voltaje requerido.

Las bobinas secundarias o receptoras poseen un diseño similar al de las bobinas primarias o emisoras. Haciendo funcionar el secundario con la misma frecuencia resonante que el primario asegura que el secundario posea una baja impedancia a la frecuencia del emisor y por lo tanto la energía es absorbida de manera óptima.

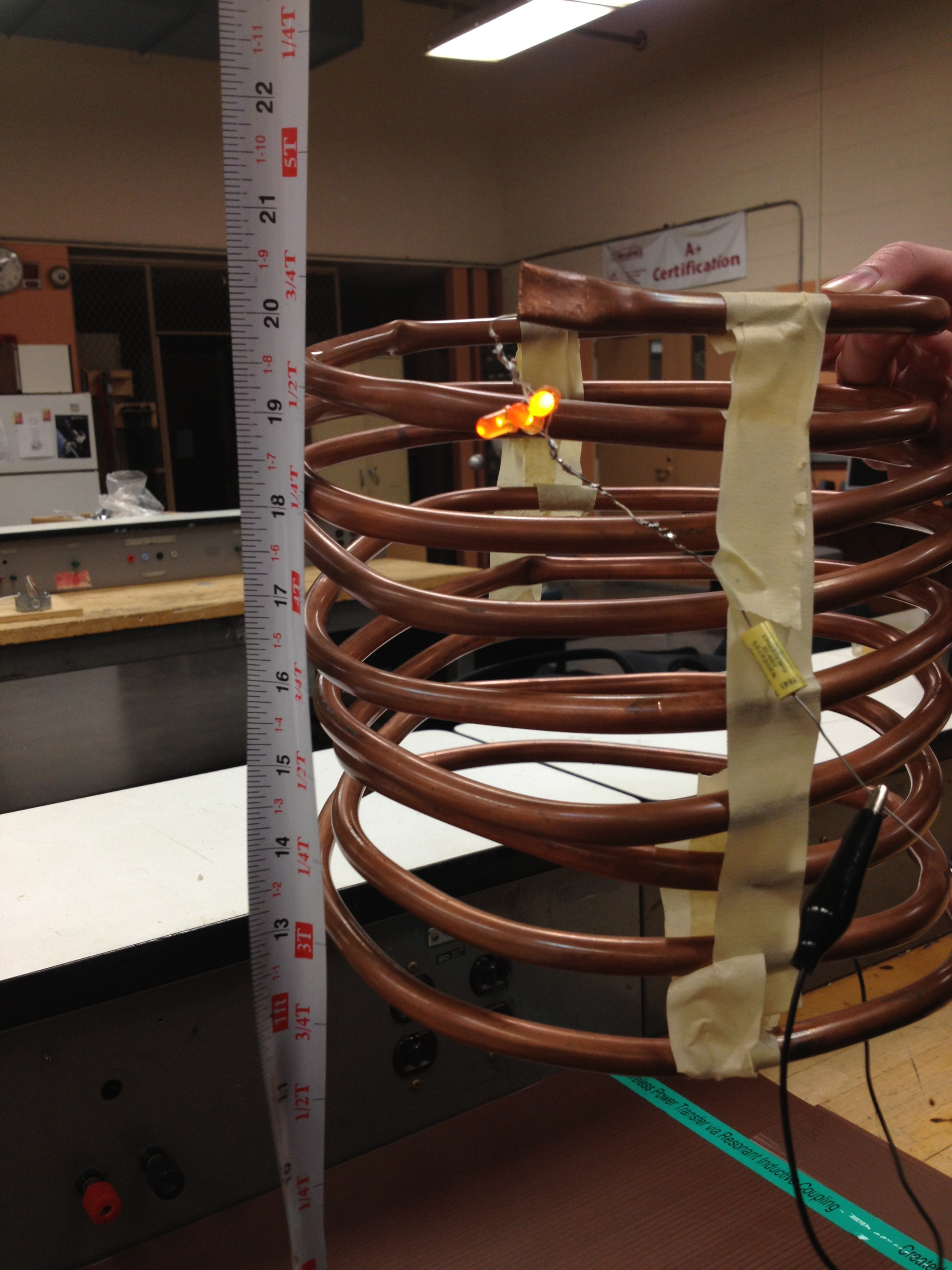
Ejemplo de bobina receptora. La bobina es cargada con un condensador y dos LEDs. La bobina y el condensador forman un circuito LC el cual es ajustado a una frecuencia resonante que matches the transmission coil located inside of the brown matt. La potencia es transferida por sobre una distancia de 28 cm.

Se pueden usar diversos métodos para extraer energía de la bobina secundaria, la corriente alterna puede ser utilizada en forma directa o  rectificada y se puede usar un circuito regulador para generar un voltaje continuo.